# الكسندر سبيرز
الكسندر سبيرز هو سياسي أمريكي، ولد في 1859، وتوفي في 9 أكتوبر 1927. نشط حزبياً في الحزب الجمهوري. وقد انتخب عضو مجلس نواب مين ‏ وانتخب عضو مجلس ولاية مين ‏.